# Geithus
Geithus est un village norvégien situé dans la kommune de Modum.